# Гоша Рубчинський
Георгій Олександрович Рубчинський (рос. Георгий Александрович Рубчинский), відомий під псевдонімом Гоша Рубчинський — російський дизайнер вуличного одягу, фотограф та засновник однойменного бренду. За версією сайту «Business of Fashion» входить до списку 500 найвпливовіших людей у світі моди.
Рубчинський черпає натхнення з вуличної моди 90—х років, яка утворилася на пострадянському просторі після падіння залізної завіси. Творчість дизайнера здобула популярність закордоном. Зокрема, західна преса почала називати його іноземних прихильників «гоша-хедами».
2015 року російський репер Face записав трек «Гоша Рубчинський», присвячений дизайнеру.
2016 року російська співачка Монеточка  випустила пісню «Гоша Рубчинський».